# 龙家人

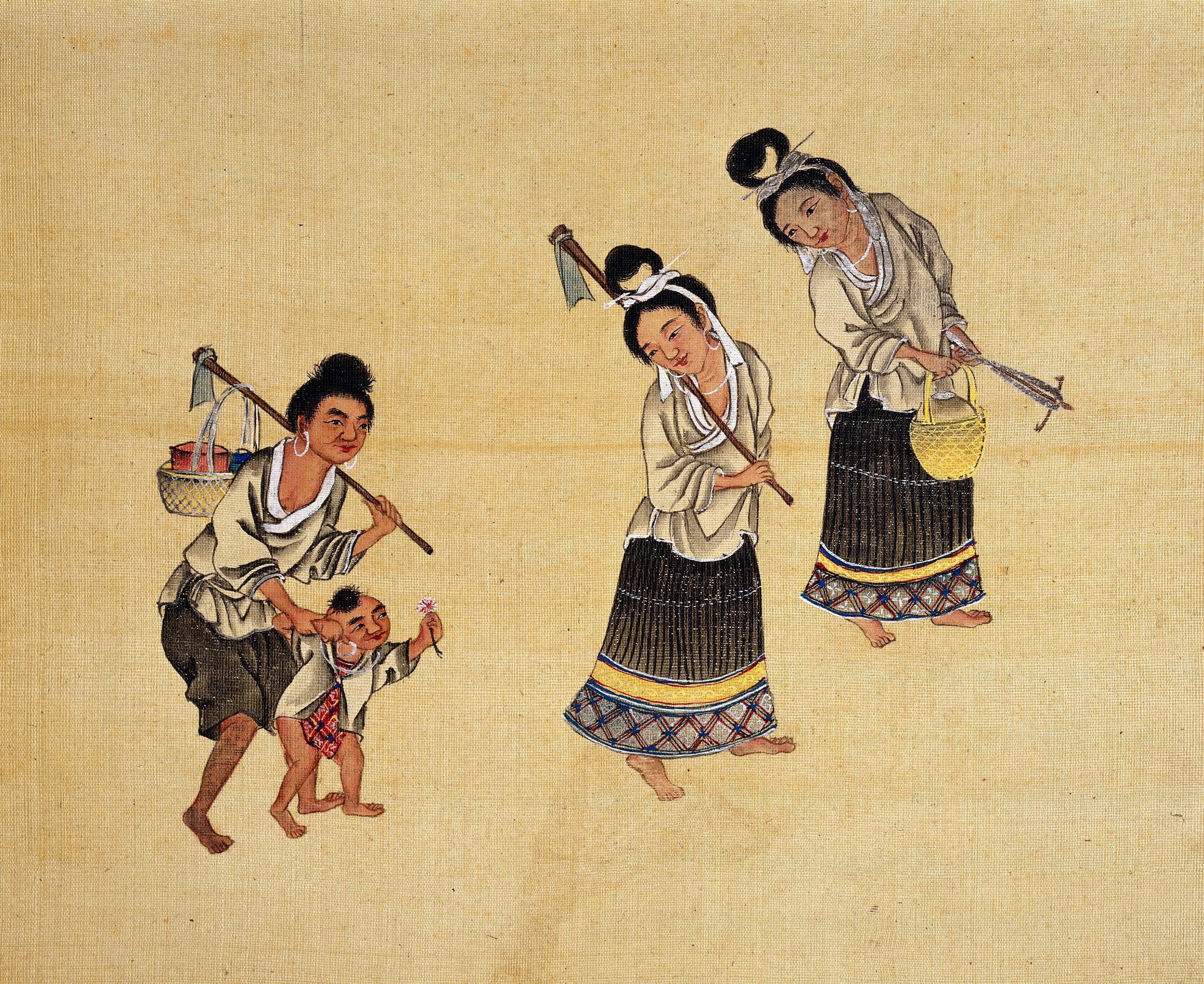
清朝描绘马镫龙家人的画作

龙家人，有时被稱為南京人，是一支尚未被官方承认的民族，分布在贵州省西部。官方名称为白族。

## 历史
在明朝，龙家人与相邻的仡佬族、苗族和蔡家人一起受东部彝族的水西土司(今日毕节)统治。不过，龙家人得到的是次要行政职务，因为彝族觉得龙家人已是所有治下民族中受教育最好的，亲缘关系很近的蔡家人经常被指派协助马厩，因为他们擅长马匹。东部彝族并不是贵州西部的原住民，是3世纪从云南东北部的五莲山附近(今日会泽、宣威和东川)迁来的，在大约公元300年建立了慕俄格王国。

## 名称
在织金县，龙家人(内名：仡佬族称Songniba为补外，苗族称其为Siqie(或斯业)，彝族称其为阿武普(《织金县志》 1997:159)。也被蔡家人称作Guizou。
贵州省民族识别工作队(1984:8)列出下列龙家人外名：
- 彝族外名：a33 vu33 pu33
- 苗族外名：sɯ33 ȵnɛ33
- 蔡家话外名：kui33 teu33
- 仡佬族外名：pu33 wɛ33

汉族称龙家人的名字(《织金县志》 1997)：
- 狗耳龙家：[4]大方、安顺、长顺康左司
- 马镫龙家：大方、镇宁
- 大头龙家：普定、镇宁
- 曾竹龙家：大方
- 小头龙家
- 白龙家[4]

## 语言
龙家话是汉藏语系语言。

## 分布
普安县、平坝县、清镇市和广西隆林县共有2–4千龙家人。在毕节市内，龙家人主要分布在大方县、织金县、黔西市和纳雍县。《安顺市志：西秀区志》(2007:110)报告称，白族(龙家人)有1458户6562人。
地点有(Guizhou 1984:6)：
- 大方县
  - 白布河沿岸
  - 小屯乡乌溪寨
  - 响水乡六寨
  - 理化乡果木
  - 果宝乡以朵
- 黔西市：雨阴、绿化、龙场、天坪、花缓、花溪寨
- 织金县：大嘎、三甲
- 纳雍县：建新河、羊场、东关；维新、龙场、治昆[10]
- 安顺县：蔡官、华严、二铺、旧州、双堡 (35自然村，包括北部木头、讨兑；中部宁谷、老塘河、陇嘎；东部西陇、者模龙潭)[11]
- 普定县：讲义、黄毛；谷毛田坝[12]
- 毕节七星关区：双华、松林、镇西
- 赫章县：窝皮寸

人口数据如下。
- 贵州省总计：78,192
- 大方县: 24,790
- 黔西市：13,268
- 七星关区：12,847
- 织金县：4,859
- 赫章县：7,352
- 纳雍县：3,942
- 清镇县：3,135
- 水城县：2,936
- 安顺县：2,996
- 普定县：857
- 威宁彝族回族苗族自治县：492
- 平坝县：439

大方县段氏、纳雍县尚氏和盘县杨氏官方归为白族，不属于龙家人或七姓民(《贵州民族志》 2002:690)。

### 历史分布
据《贵州民族志》 (2002:689)，《大定府志》给出了下列晚清时候有龙家人居住的乡。
- 大方县
  - 百纳区：摄坝乡、棚程乡
  - 鸡场区：在拱乡
  - 里化区：里化镇、小屯乡、长春乡
  - 马场区：果宝乡
  - 坡脚区：长冲乡
  - 双山区：文阁乡、毛粟乡
  - 响水区：大寨乡、白泥乡、大道乡、响水镇
  - 达溪区：高视乡、坝子乡
  - 飘井区：上坝乡、八堡乡、果帮乡
  - 长石区：张大乡、隆里乡、果瓦乡
- 织金县
  - 八步区；沙桂乡、茶店乡
  - 以那架区：果永乡
- 纳雍县
  - 龙场区：羊场乡、阴底乡
  - 维新区：董地乡、东关乡
  - 治昆区：建新河乡
- 七星关区
  - 朱昌区：木来乡、双华乡
  - 鸭池区：保河乡
- 金沙县
  - 安乐区：大田乡

### 大方县
《大方县志》 (1996:150-152)还报告称，龙家人生活在大方县大寨和大道，均有超过2千人。在大方县，有1-千龙家人的村落有河谷、坝子、里/理化、鹏程、长石、核桃、果宝、珠场、响水镇、上坝、则鸡。内名为松立保的龙家人据报道也生活在大方县八堡乡荆竹村、八一村。
其他地点还有Cuoba , Pengcheng, Changchun , Baini , Guowa, Shangba和Maopiao。

### 毕节市
《毕节县志》 (1996:143)报告了下列龙家人生活地区。
- 岔河镇双华村大寨、谢家寨
- 梨树镇松林寨、小河
- 对坡镇大寨、Zhenxi
- 长春堡镇蔡官
- 青场镇大寨
- 八寨镇赵家寨
- 阴底乡大屯

《毕节县志》 (1996:143)报告称，白族说南龙语。